# Parque Patricios

Lage von Parque Patricios in Buenos Aires

Parque Patricios ist ein Stadtteil im Osten der argentinischen Hauptstadt Buenos Aires. Er hat fast 41.000 Einwohner (Stand von 2001) auf einer Fläche von 3,8 km². Er gehört zur Comuna C4. 

## Lage
Parque Patricios grenzt an die Stadtteile Barracas und Nueva Pompeya im Süden, Constitución im Osten, San Cristóbal im Norden und Boedo im Westen.

## Beschreibung
Der Stadtteil erhielt seinen Namen nach dem gleichnamigen Park, der von Carlos Thays angelegt wurde. 

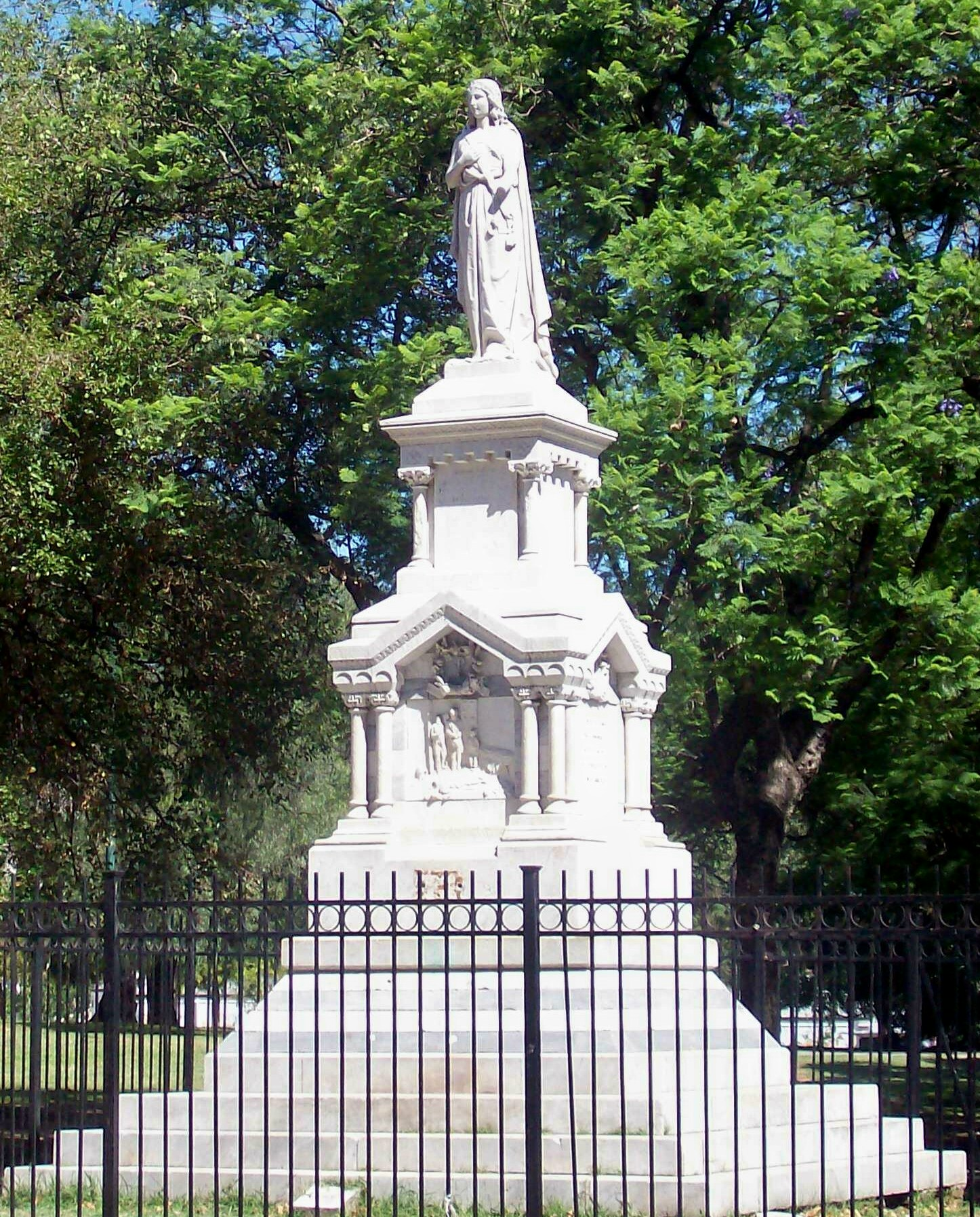
Denkmal für die Opfer der Gelbfieber-Epidemie

Parque Patricios machte zu Beginn des 20. Jahrhunderts einen Wandel durch. Der Schlachthof, der bis dahin in Parque Patricios stand, zog nach Mataderos um, Müllhalden und Müllverbrennungsanlagen wurden geschlossen und der Friedhof, der aufgrund der Gelbfieber-Epidemie 1871 angelegt wurde, wurde eingeebnet. Letzterer ist heute der Parque Ameghino. Stattdessen wurden weitere Parks, ein Zoo und Krankenhäuser gebaut. 
In Parque Patricios befinden sich heute mehrere Krankenhäuser, in denen Patienten aus allen Teilen Argentiniens behandelt werden. Hier steht auch das berüchtigte ehemalige Gefängnis „Caseros“, nach dessen Abriss der Künstler Seth Wulsin den Bauschutt als Rohmaterial für Skulpturen nutzte.
Sportmöglichkeiten bietet der Fußballclub Club Atlético Huracán, eine Mannschaft der 1. Liga im Stadion Estadio Tomás Adolfo Ducó. 
Parque Patricios wird in mehreren Tangoliedern erwähnt. Am bekanntesten ist die „Straßenecke des Hufschmieds“ im Tango „Sur“. Gemeint ist die Ecke Inclán-Straße und Loria-Straße.